# Chika Okeke-Agulu
Chika Okeke-Agulu (1966) è un artista, storico dell'arte e curatore nigeriano. Attualmente vive a Princeton, New Jersey.

## Biografia
Nato a Umuahia, Nigeria, ha studiato presso la University of Nigeria, Nsukka (BA, First Class Honors, Sculpture and Art History, 1990; MFA, Painting, 1994), University of South Florida, Tampa (MA, Art History, 1999), and Emory University, Atlanta (PhD, Art History, 2004).
Okeke-Agulu ha insegnato presso il  Yaba College of Technology, Lagos, la University of Nigeria, Nsukka, Penn State University, ed è stato il Clark Visiting Professor, Williams College. Attualmente è professore di critica d'arte presso il Department of Art and Archaeology e il Center for African American Studies alla Princeton University.

## Attività
Nel 1995, ha organizzato la sezione nigeriana della Prima Biennale di Johannesburg e co-organizzato la mostra Seven Stories about Modern Art in Africa presso la Whitechapel Art Gallery, Londra, e la Malmö Konsthall, Malmö, Svezia.
Nel 2001 ha realizzato con Okwui Enwezor l'esposizione The Short Century: Independence and Liberation Movements in Africa, 1945–1994, presso il Museum Villa Stuck, Munich, Haus der Kulturen der Welt/Martin Gropiusbau, Berlino, presso il Museum of Contemporary Art, Chicago, e PS1/MOMA, New York. 
Nel 2002 ha prestato servizio come consulente accademico e coordinatore della Platform 4, per Documenta11, Kassel. 
Nel 2004 ha fatto parte dell'organizzazione della 5th Gwangju Biennial and Strange Planet presso la Georgia State University Art Gallery.
Nel 2010 ha co-organizzato (con Udo Kittelmann and Britta Schmitz) la mostra Who Knows Tomorrow, Berlin.

## Pubblicazioni
Okeke-Agulu ha pubblicato articoli e recensioni in African Arts, The Eye: A Journal of Contemporary Art, Glendora Review, Meridians: Feminism, Race, Transnationalism, South Atlantic Quarterly e Art South Africa. 
Ha portato dei contributi nei volumi: Reading the Contemporary: African Art from Theory to the Market Place, The Nsukka Artists and Nigerian Contemporary Art, The Short Century: Independence and Liberation Movement in Africa, Art Criticism and Africa, e Is Art History Global? 
Tra le sue pubblicazioni  sono inclusi: Contemporary African Art Since 1980 (2009) e Who Knows Tomorrow (2010) e Phyllis Galembo: Maske (2010). 
È l'editore di Nka: Journal of Contemporary African Art, pubblicato dalla Duke University Press.